# Thomas Wallner (Politiker)
Thomas Wallner (* 22. September 1938 in Herisau; heimatberechtigt in Beinwil SO; † 16. September 2024) war ein Schweizer Historiker, Gymnasiallehrer und Politiker (CVP).

## Leben
Wallner besuchte das Lehrerseminar der Kantonsschule Solothurn und wirkte als Primarlehrer in Rickenbach. Anschliessend studierte er Geschichte, Deutsch und Staatsrecht an der Universität Zürich und promovierte 1967 mit der Dissertation «Der Kanton Solothurn und die Eidgenossenschaft 1841–1847». Von 1969 bis 1992 war er Gymnasiallehrer – mit dem Titel Professor – für Deutsch und Geschichte an der Kantonsschule Solothurn, von 1988 bis 1992 war er Rektor des Gymnasiums dieser Schule. Er ist Autor verschiedener Werke über die Solothurner Geschichte und war an einer Vielzahl von weiteren Veröffentlichungen beteiligt.
Thomas Wallner wirkte von 1977 bis 1988 als Solothurner Kantonsrat. Am 14. Juni 1992 wurde er im zweiten Wahlgang als Kandidat der CVP in den Regierungsrat gewählt. Wallner amtete zunächst als Vorsteher des Departements für Volkswirtschaft. 1995 übernahm er das Erziehungs-Departement, zwei Jahre später wurde er erneut Vorsteher des Departements für Volkswirtschaft. 1996 und 1999 war er Landammann. Im Oktober 2002 kündigte er seinen Rücktritt auf den 30. September 2003 an.
Wallner war verheiratet und Vater einer erwachsenen Tochter. Er lebte in Oberdorf und starb kurz vor seinem 86. Geburtstag.

## Werke
- Der Kanton Solothurn und die Eidgenossenschaft 1841–1847. Dissertation. Zürich, 1967.
- Franz Josef Hänggi – Lebensbild eines politischen Solothurners. In: «Festschrift Franz Josef Jeger», Staatskanzlei Kanton Solothurn, Solothurn 1973.
- Solothurn – eine schöne Geschichte. Von der Stadt zum Kanton. Staatskanzlei Kanton Solothurn, Solothurn 1981.
- Solothurner Wehrwesen – Solothurner Wehrwille. Festschrift zum 150-jährigen Bestehen der Solothurnischen Offiziersgesellschaft 1835–1985. Solothurnische Offiziersgesellschaft, Solothurn 1985.
- Die nachhaltige Wirkung des Züri-Putsches von 1839 auf Solothurn. In: «Züri-Putsch», Antiquarische Gesellschaft, Pfäffikon ZH 1989.
- Geschichte des Kantons Solothurn 1831–1914. Verfassung-Politik-Kirche. 4. Band der «Solothurnischen Geschichte» Teil I. Staatskanzlei Kanton Solothurn, Solothurn 1992.
- 150 Jahre Historischer Verein. In: «Jahrbuch für Solothurnische Geschichte», Band 76, Historischer Verein/Zentralbibliothek, Solothurn 2003.
- Macht – Demokratie, Verantwortung, Wahrheit, Sprache. In: «Spiegelungen der Macht», Knapp, Olten 2011.

Weitere Veröffentlichungen in Sammelwerken und Periodika.